# Parafia Zaśnięcia Matki Bożej w Sainte-Geneviève-des-Bois
Parafia Zaśnięcia Matki Bożej – istniejąca od 1939 parafia prawosławna z siedzibą w Sainte-Geneviève-des-Bois. Należy do dekanatu paryskiego południowo-zachodniego Arcybiskupstwa Zachodnioeuropejskich Parafii Tradycji Rosyjskiej Patriarchatu Moskiewskiego.
Obecność społeczności prawosławnej wiąże się z założeniem w Sainte-Geneviève-des-Bois tzw. Domu Rosyjskiego, przeznaczonego dla starych i ubogich emigrantów rosyjskich zamieszkałych we Francji. Początkowo mieszkańcy Domu korzystali z urządzonej w nim kaplicy św. Mikołaja, której pierwszym rektorem był ks. Dymitr Troicki. W 1939 powstał projekt budowy wolnostojącej cerkwi w bezpośrednim sąsiedztwie kwater wydzielonych dla prawosławnych na cmentarzu komunalnym. Ostatecznie w celu sfinalizowania projektu społeczność rosyjska musiała wykupić teren sąsiadujący z cmentarzem, co było możliwe dzięki dobrowolnym wpłatom ofiarodawców-emigrantów rosyjskich. Prace budowlane trwały od kwietnia 1938 do lata 1939. Poświęcenie cerkwi miało miejsce w czasie święta Opieki Matki Bożej w 1939. W tym samym roku została powołana parafia. 
Parafia od początku swojego istnienia pozostawała w jurysdykcji patriarchy Konstantynopola, należała do Zachodnioeuropejskiego Egzarchatu Parafii Rosyjskich. Po likwidacji egzarchatu (2018) parafia zmieniła jurysdykcję – weszła w skład utworzonego w 2019 r. Arcybiskupstwa Zachodnioeuropejskich Parafii Tradycji Rosyjskiej, podlegającego Patriarchatowi Moskiewskiemu.
Nabożeństwa są celebrowane w językach cerkiewnosłowiańskim i francuskim, według kalendarza juliańskiego.
Obowiązki proboszcza pełni ks. Anatole Negruta.